# Jan de Vos IV
Jan de Vos IV, ook bekend als Johannes de Vos IV (Leiden, 1619/1620 - aldaar begraven 1 februari 1663) was een kunstschilder die werkte als portretschilder.

## Leven
Over de afkomst, opleiding of leertijd van Jan de Vos IV is niets bekend. Wel dat hij in 1646 trouwde met de toen 25-jarige Adriana van de Velde, die - waarschijnlijk via haar ouders - in contact stond met de universitaire kringen van Leiden, waaruit hij later veel portretopdrachten zou krijgen. Uit het huwelijk werden acht kinderen geboren, waarvan de meesten jong zouden sterven; in 1670 leefden nog slechts twee dochters, de in 1650 geboren Alida en de in 1652 geboren Willemijntje.
Toen hij trouwde woonde Jan de Vos IV in de Breestraat, maar daarna verhuisde hij naar het Rapenburg, waar hij de rest van zijn leven woonachtig bleef bij het Faliede Bagijnhof, dicht in de buurt van de universiteit.
In 1648 trad Jan de Vos IV toe tot het Sint Lucasgilde, waarvan hij in 1651 hoofdman, in 1652 deken, in 1655 en 1656 hoofdman, in 1657 opnieuw deken en in 1662 ten slotte nogmaals hoofdman was. In januari 1663 overleed hij, pas 42 of 43 jaar oud. Hij werd op 1 februari 1663 begraven in de Pieterskerk. Adriana van de Velde overleefde hem ruim zes jaar en werd op 2 december 1669 begraven. Uit haar boedelbeschrijving blijkt dat Jan de Vos IV redelijk succesvol was. Behalve het woonhuis aan het Rapenburg was er ook een huis in de Nonnensteeg en een speeltuin (een zomerverblijf buiten de stad) buiten de Koepoort. Ook wordt er melding gemaakt van goud en zilver en meer dan 250 schilderijen.

## Verwarring rond vier Leidse Schilders
In Leiden waren gedurende het tweede en derde kwart van de 17e eeuw ten minste vier schilders actief met de naam Jan of Johannes de Vos. Door Abraham Bredius (1855-1946) werd daarom in zijn werk Künstler-Inventare een onderscheid aangebracht tussen Jan de Vos I, II, III en IV. De eerste drie zijn afkomstig uit dezelfde kinderrijke familie, respectievelijk de vader en twee van zijn zoons, halfbroers, want van verschillende moeders. Jan de Vos IV is waarschijnlijk geen familie van hen.

## Werken
Van Jan de Vos IV zijn maar weinig werken bekend. Omdat er uit zijn actieve periode - het derde kwart van de 17e eeuw - veel anonieme Leidse portretten dateren, zou het goed mogelijk zijn dat daar ook werken van hem toe behoren. Schilderde Jan de Vos IV eerst vooral portretten van hoogleraren, in de laatste periode van zijn leven schilderde hij ook portretten van buiten het universitaire milieu, zoals de regentenstukken van het St. Catharinagasthuis.

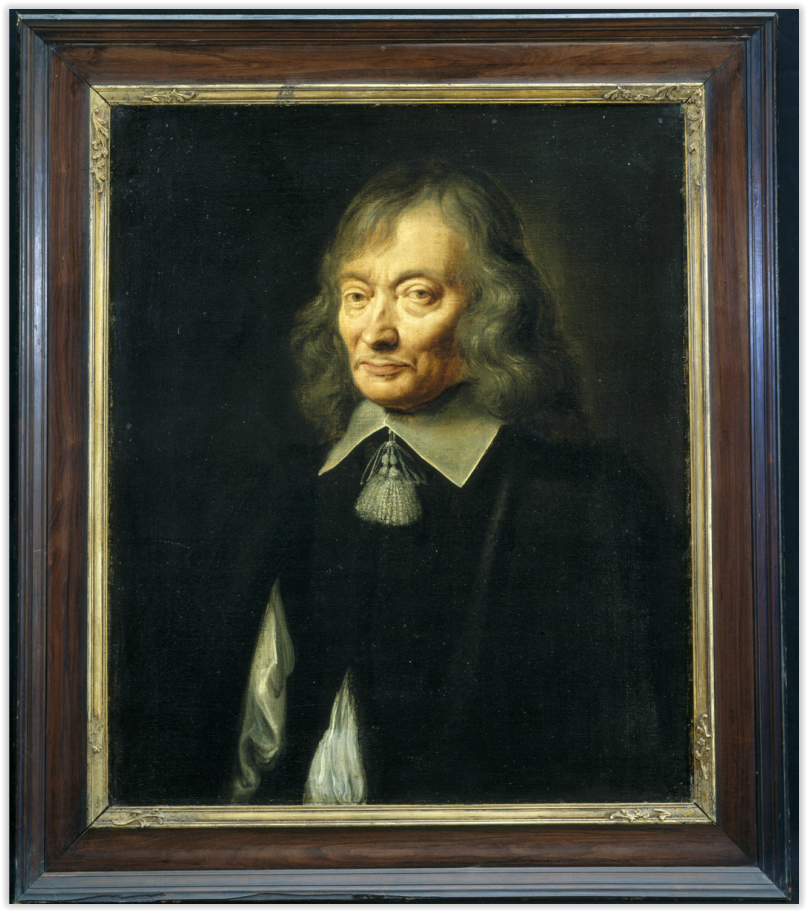
Claudius Salmasius
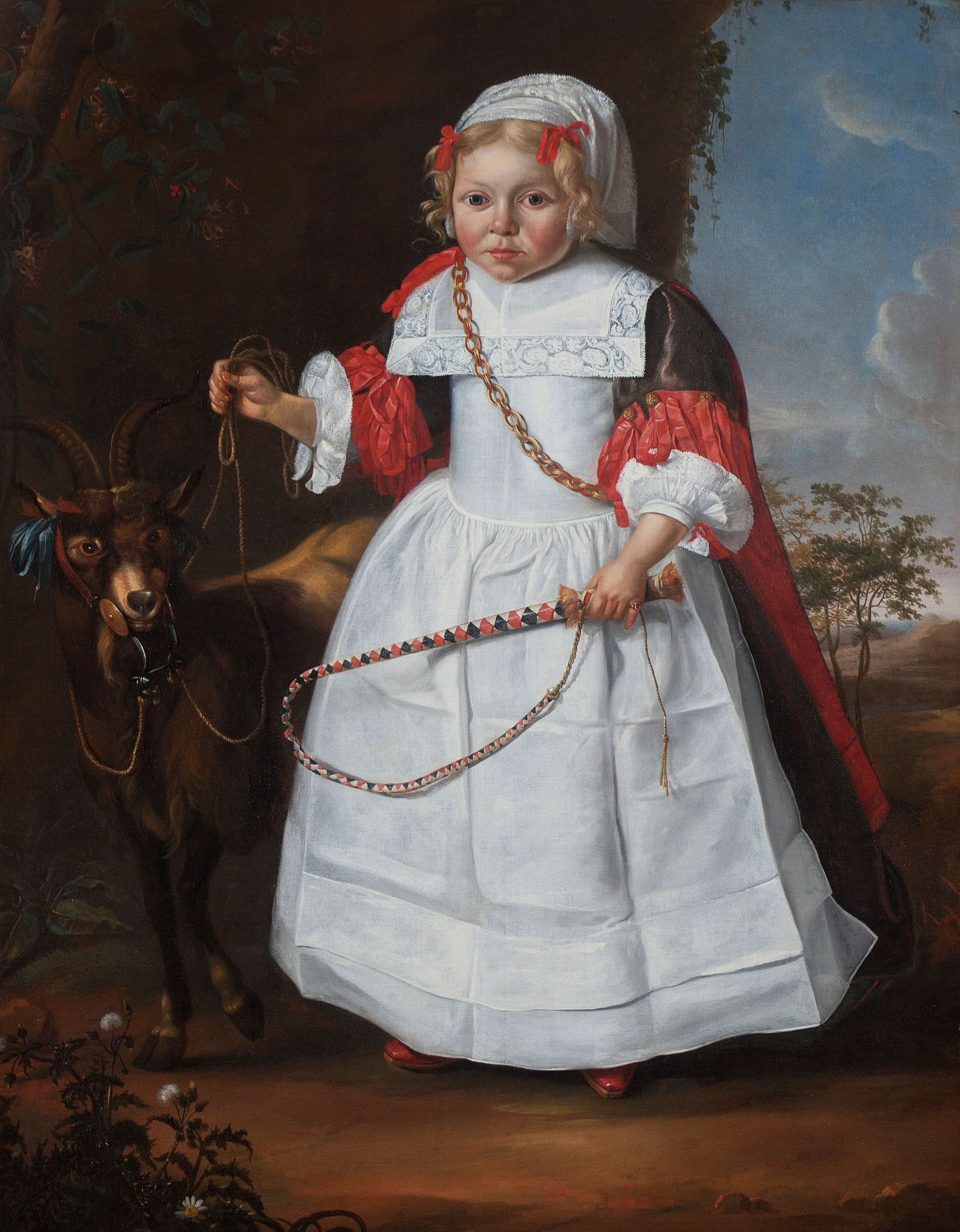
Een jonge jongen met een geitenbok
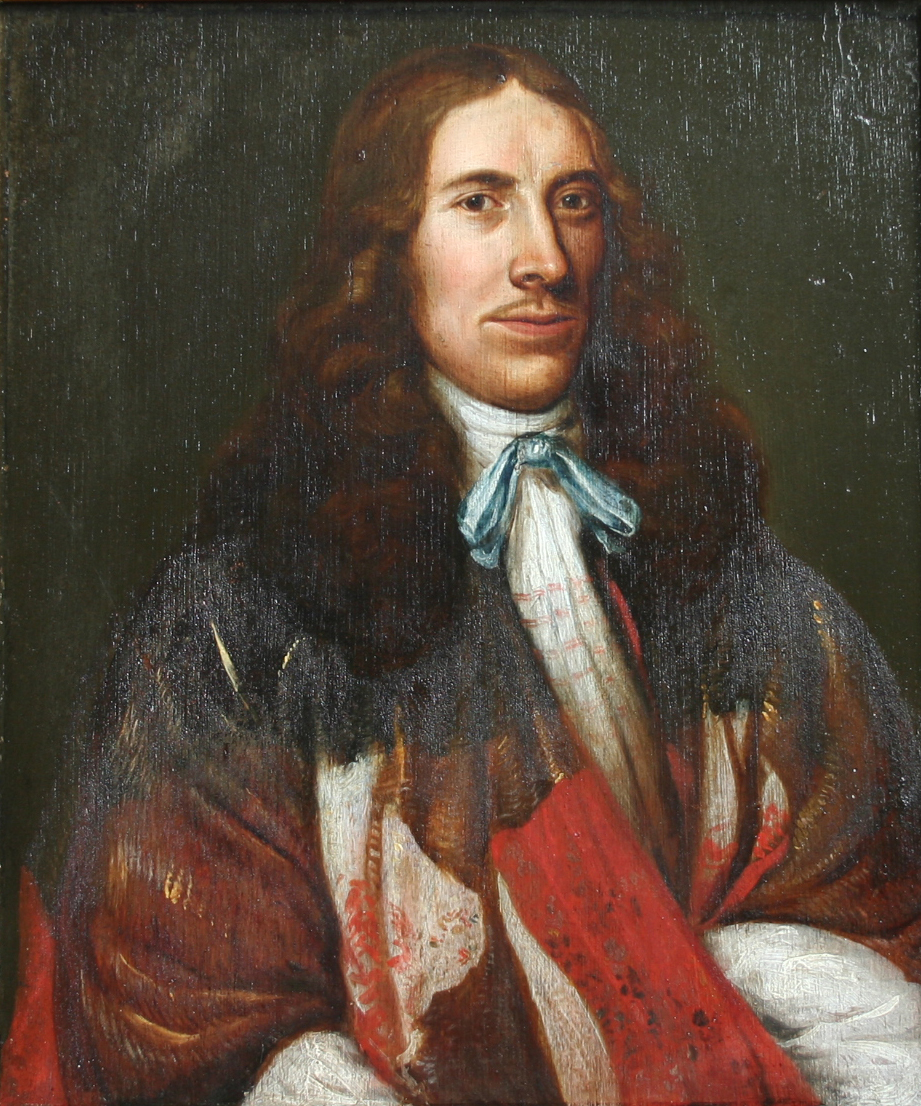
Johannes Thysius (1658)
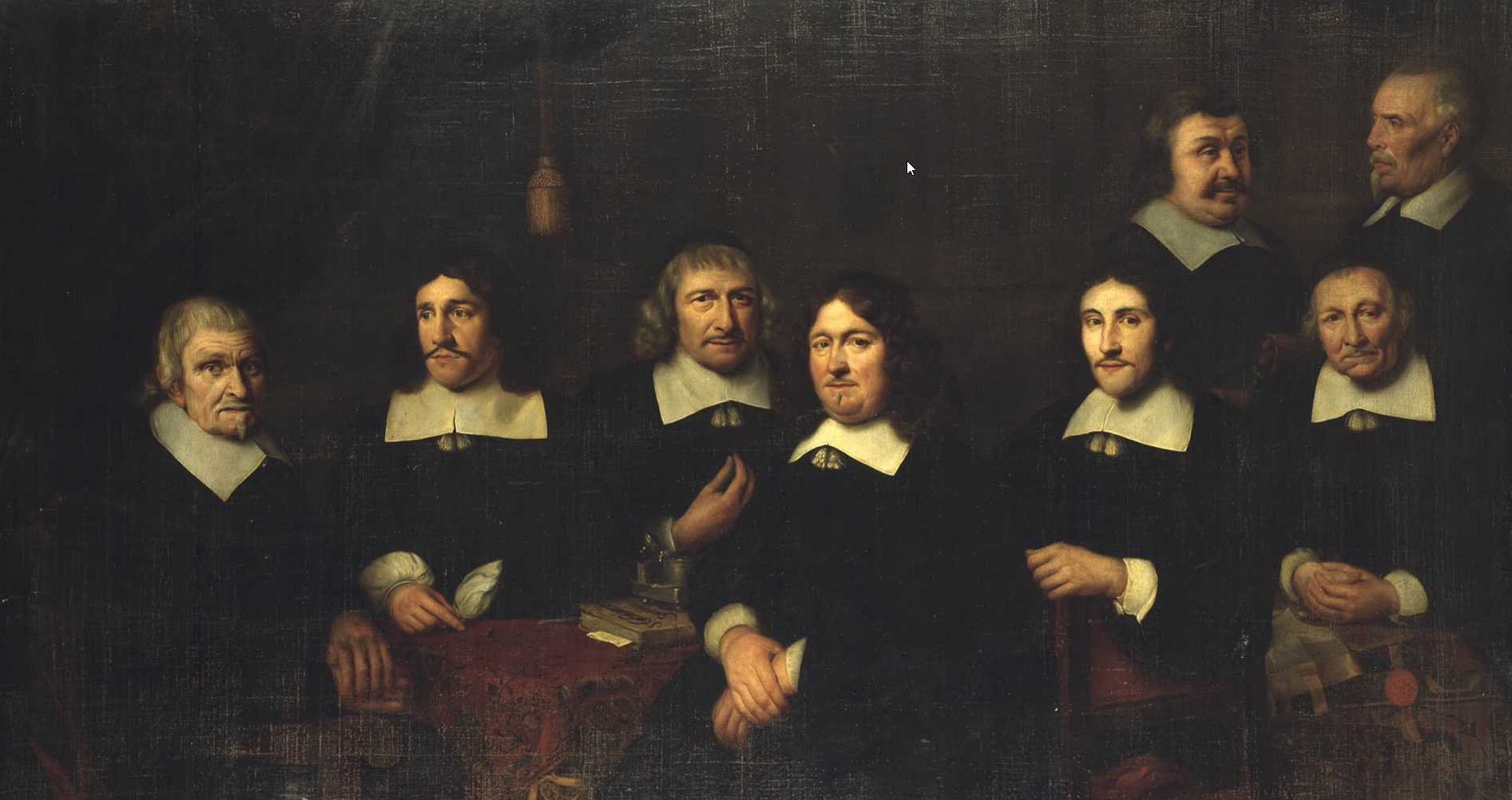
Regenten en binnenvaders van het St. Catharinagasthuis (1659)
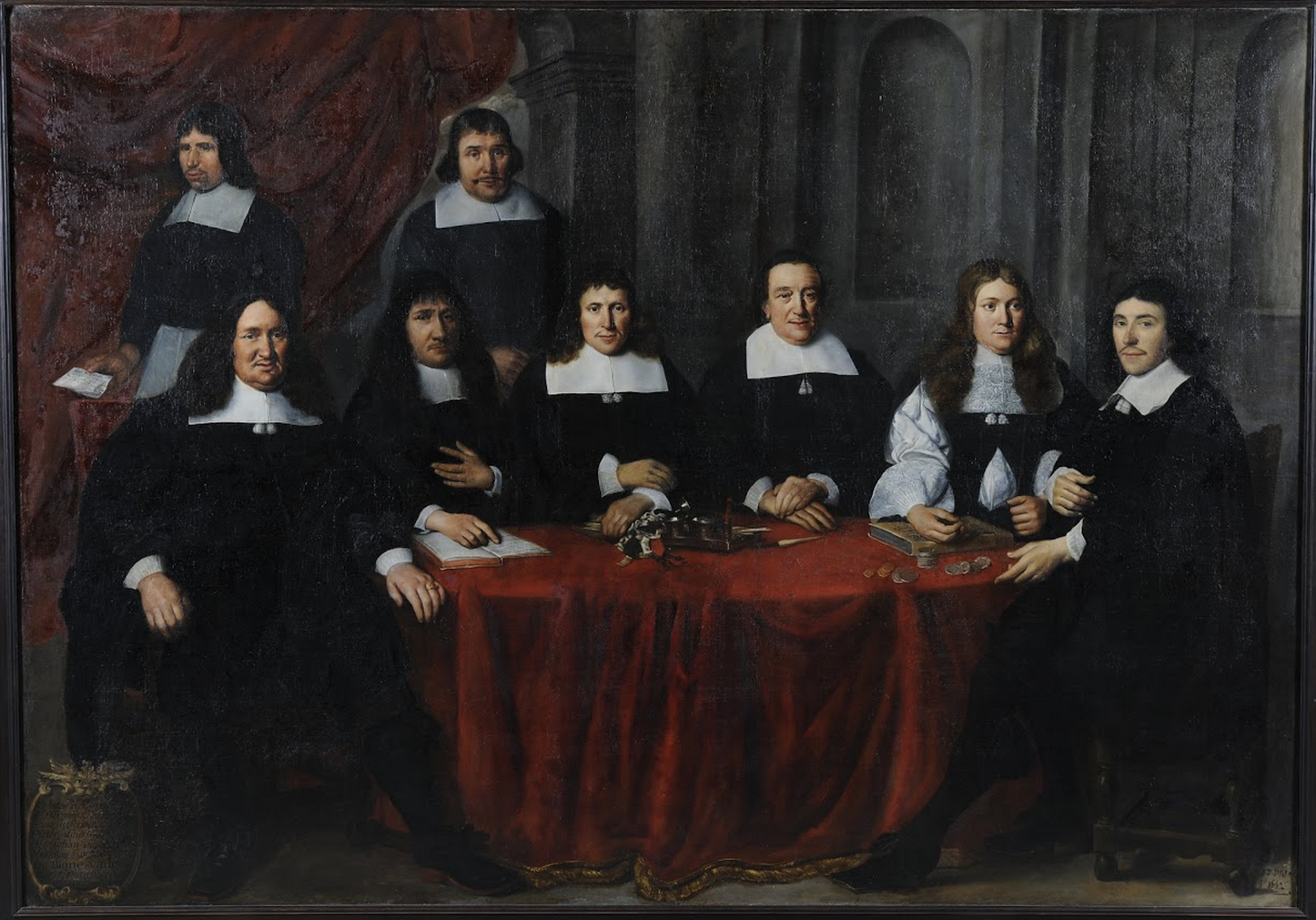
Regenten en de binnenvaders van het St. Catharinagasthuis (1662)

- Biografisch Portaal: 72612396
- RKD-Nederlands Instituut voor Kunstgeschiedenis: 81907
- Union List of Artist Names: 500024864
- Virtual International Authority File: 95834720